# Кайсити
Кайсити (араб. قيس عيلان) — арабські племена з Центральної та Північної Аравії.

## Історія
Головна галка кайситів, так званий мудар (маадд) включала племена гатафан, зуб'ян, хавазін, сакіф тощо. Під час арабських завоювань поширились на територію сучасної Сирії, Іраку й до Північної Африки. З кайситського роду курейш походили халіфи-Омеяди, опорою яких тим не менше слугували численніші на території Сирії кальбіти. Кайсити використовувались для підтримання порядку як у Сирії для попередження сепаратизму намісників-кальбітів, так і пізніше в Єгипті навколо Більбейса, куди їх 727 року переселив халіф Хішам. Суперництво між кальбітами та кайситами доходило до збройних сутичок (Битва при Мардж-Рахіті).
На відміну від кальбітів, які засвоювали культуру підкорених під час арабських завоювань народів та підтримували ідею загальномусульманської держави, кайсити залишались відданими бедуїнським традиціям та вважали халіфа суто арабським вождем, який утискав неарабське населення.